# Matthew Ellis
Matthew Ellis (ur. 24 listopada 1989 w Sydney) – australijski aktor pornograficzny.

## Życiorys
Karierę w branży pornograficznej rozpoczął od dołączenia do agencji aktorów porno voyr.com w 2023. Później wystąpił także w produkcjach wytwórni: Tim Tales, Sean Cody, Naked Sword i MEN. W scenach seksu występuje w roli pasywnej. W 2024 z Rhyheimem Shabazzem i Elijahem Zayne’em został laureatem fanowskiej GayVN Award za ulubioną współpracę wyłącznie męskich twórców (Favorite All-Male Creator Collab). W 2025 otrzymał GayVN Award dla najlepszego debiutanta.